# Hawkes Heights
Hawkes Heights är en kulle i Antarktis. Den ligger i Östantarktis. Nya Zeeland gör anspråk på området. Toppen på Hawkes Heights är 2 000 meter över havet, eller 144 meter över den omgivande terrängen. Bredden vid basen är 2,7 km.
Terrängen runt Hawkes Heights är huvudsakligen bergig, men den allra närmaste omgivningen är kuperad.  Trakten är obefolkad. Det finns inga samhällen i närheten.